# Élections législatives de 1951 dans la Somme
Les élections législatives françaises de 1951 ont lieu le 17 juin 1951. Dans le département de la Somme, six députés sont à élire dans le cadre d'un scrutin proportionnel par liste départementale à un seul tour.

## Candidats
- Listes apparentées (Troisième Force)
  - Liste du parti socialiste S.F.I.O., menée par Max Lejeune (SFIO)
  - Liste d'Union des indépendants et paysans et des Républicains nationaux menée par Pierre Garet (CNIP-RGR)
  - Liste du Mouvement Républicain Populaire et des Républicains Démocrates menée par Jules Delemotte (MRP)

- Liste d'Union républicaine, résistante et antifasciste menée par Louis Prot (PCF)

- Liste du Rassemblement du Peuple Français menée par André-Jean Godin (RPF)

- Liste Sociale, indépendante et révolutionnaire menée par Prosper Bourez

### Section française de l'Internationale ouvrière
| N° | Candidats | Candidats         | Parti | Principales fonctions                                                         |
| -- | --------- | ----------------- | ----- | ----------------------------------------------------------------------------- |
| 01 |           | Max Lejeune       | SFIO  | Député sortant, Président du conseil général, Maire d'Abbeville, professeur   |
| 02 |           | Pierre Doutrellot | SFIO  | Député sortant, conseiller général de Nesle, instituteur                      |
| 03 |           | Camille Goret     | SFIO  | Conseiller général d'Amiens Sud-Est, adjoint au maire d'Amiens                |
| 04 |           | Hélène Lœuillet   | SFIO  | Conseillère générale de Crécy-en-Ponthieu, directrice de coopérative agricole |
| 05 |           | Marius Gilbert    | SFIO  | Maire de Méricourt-en-Vimeu, cultivateur                                      |
| 06 |           | Robert Verdez     | SFIO  | Conseiller général d'Ailly-sur-Noye, employé SNCF                             |

### Rassemblement des gauches républicaines - Républicains indépendants
| N° | Candidats | Candidats           | Parti | Principales fonctions                                     |
| -- | --------- | ------------------- | ----- | --------------------------------------------------------- |
| 01 |           | Pierre Garet        | CNIP  | Député sortant, conseiller municipal d'Amiens, avocat     |
| 02 |           | Marcelle Delabie    | Rad.  | Sénatrice, conseillère générale de Gamaches, Industrielle |
| 03 |           | Raymond de Wazières | Rad.  | Conseiller général d'Aucheux-en-Amiénois, agriculteur     |
| 04 |           | Jean Doublet        | CNIP  | Conseiller général de Montdidier, agent d'assurance       |
| 05 |           | Alfred Boucourt     | CNIP  | Agriculteur                                               |
| 06 |           | Fernand Beaurain    | Rad.  | Adjoint au maire d'Abbeville, professeur honoraire        |

### Mouvement républicain populaire
| N° | Candidats | Candidats         | Parti | Principales fonctions                                                 |
| -- | --------- | ----------------- | ----- | --------------------------------------------------------------------- |
| 01 |           | Jules Delemotte   | MRP   | Conseiller général de Poix-de-Picardie, cultivateur                   |
| 02 |           | Pierre Barnabé    | MRP   | Adjoint au maire d'Amiens, directeur de coopérative de reconstruction |
| 03 |           | Georges Brailly   | MRP   | Conseiller municipal de Fressenneville, serrurier                     |
| 04 |           | Charles Damay     | MRP   | Conseil municipal de Moreuil, agriculteur                             |
| 05 |           | Philippe Duclercq | MRP   | Libraire                                                              |
| 06 |           | Germaine Prévost  | MRP   | Représentante de commerce                                             |

### Parti communiste français
| N° | Candidats | Candidats         | Parti | Principales fonctions                            |
| -- | --------- | ----------------- | ----- | ------------------------------------------------ |
| 01 |           | Louis Prot        | PCF   | Député sortant, maire de Longueau, retraité SNCF |
| 02 |           | René Lamps        | PCF   | Député sortant, instituteur                      |
| 03 |           | Jean Roguet       | PCF   | Menuisier                                        |
| 04 |           | Lucette Bonnard   | PCF   | Conseillère municipale de Longueau, ménagère     |
| 05 |           | Pierre Marcassin  | PCF   | Exploitant agricole                              |
| 06 |           | Augustin Dujardin | PCF   | Conseiller municipal d'Amiens, retraité SNCF     |

### Rassemblement du peuple français
| N° | Candidats | Candidats            | Parti | Principales fonctions                                                   |
| -- | --------- | -------------------- | ----- | ----------------------------------------------------------------------- |
| 01 |           | André-Jean Godin     | RPF   | Député sortant                                                          |
| 02 |           | Jacques de Guillemon | RPF   | Colonel                                                                 |
| 03 |           | Ernest Herman        | RPF   | Conseiller général et municipal d'Abbeville, avoué                      |
| 04 |           | Max Modeste          | RPF   | Conseiller général de Conty, Maire de Plachy-Buyon, négociant en grains |
| 05 |           | Gabriel Fournier     | RPF   | Contremaître caoutchoutier                                              |
| 06 |           | Pierre Pruvot        | RPF   | Avocat                                                                  |

### Sociale, indépendante et révolutionnaire
| N° | Candidats | Candidats             | Parti | Principales fonctions                        |
| -- | --------- | --------------------- | ----- | -------------------------------------------- |
| 01 |           | Prosper Bourez        | EXD   | Représentant de commerce                     |
| 02 |           | Jacques Michaut       | EXD   | Ingénieur ECP à Paris                        |
| 03 |           | Eugène Dequevauviller | EXD   | Conseiller municipal de Quesnoy-sur-Airaines |
| 04 |           | Lucien Ollier         | EXD   | Employé de commerce                          |
| 05 |           | Louis Borgne          | EXD   | Ancien agriculteur                           |
| 06 |           | Henriette Tarlez      | EXD   | Sans profession à Paris                      |

## Résultats
|                | Parti communiste français                      | Louis Prot       | 73 711  | 32,15  | 2 |  |  |  |
|                | Section française de l'Internationale ouvrière | Max Lejeune      | 49 587  | 21,63  | 2 |  |  |  |
|                | Union démocratique (CNIP-RGR)                  | Pierre Garet     | 40 763  | 17,78  | 1 |  |  |  |
|                | Rassemblement du peuple français               | André-Jean Godin | 39 991  | 17,44  | 1 |  |  |  |
|                | Mouvement républicain populaire                | Jules Delemotte  | 19 034  | 8,30   |   |  |  |  |
|                | Sociale, indépendante et révolutionnaire       | Prosper Bourez   | 6 211   | 2,71   |   |  |  |  |
|                |                                                |                  |         |        |   |  |  |  |
| Inscrits       | Inscrits                                       | Inscrits         | 272 095 | 100,00 |   |  |  |  |
| Abstentions    | Abstentions                                    | Abstentions      | 35 630  | 13,09  |   |  |  |  |
| Votants        | Votants                                        | Votants          | 236 465 | 86,91  |   |  |  |  |
| Blancs et nuls | Blancs et nuls                                 | Blancs et nuls   | 7 168   | 3,03   |   |  |  |  |
| Exprimés       | Exprimés                                       | Exprimés         | 229 297 | 96,97  |   |  |  |  |

### Élus
| Liste                            | N° | Nom               |  | Parti | Groupe                           |
| -------------------------------- | -- | ----------------- |  | ----- | -------------------------------- |
| Parti communiste français        | 1  | Louis Prot        |  | PCF   | Communiste                       |
| Parti communiste français        | 2  | René Lamps        |  | PCF   | Communiste                       |
| Parti socialiste - SFIO          | 1  | Max Lejeune       |  | SFIO  | Socialiste                       |
| Parti socialiste - SFIO          | 2  | Pierre Doutrellot |  | SFIO  | Socialiste                       |
| Union démocratique               | 1  | Pierre Garet      |  | CNIP  | Républicains indépendants        |
| Rassemblement du peuple français | 1  | André-Jean Godin  |  | RPF   | Rassemblement du peuple français |